# Калифорнийский хохлатый перепел
Калифорнийский хохлатый перепел, или калифорнийская куропатка (Callipepla californica) — птица рода чешуйчатых перепелов, семейства зубчатоклювых куропаток. Один из наиболее известных видов в своём семействе. Размерами хохлатый перепел немногим меньше серой куропатки.

## Внешний вид
Калифорнийский хохлатый перепел характеризуется длиной от 23 до 25 см. Самец и самка окрашены одинаково, оперение самок, тем не менее, немного бледнее, у самца дополнительно присутствует чёрный надгортанник и рисунок лица.
Верхняя часть тела и голова серо-бурого цвета. Перья хохла с белыми вершинами. Шея и грудь голубовато-серые. На боковых сторонах коричневатого цвета имеются тонкие, белые продольные полосы. Брюхо и подхвостье жёлто-коричневатые с чёрным чешуйчатым рисунком.
Молодые птицы похожи на взрослых птиц, однако чёрный чешуйчатый рисунок на брюхе у них отсутствует. Перья хохла короче, без белых вершин.

## Распространение
Область распространения вида охватывает западное побережье Северной Америки. Кроме того, вид интродуцирован на Гавайи, в Новую Зеландию, Чили и Аргентину.

## Образ жизни
Жизненное пространство птиц — это засушливые луга и кустарниковые ландшафты от уровня моря до 2450 м над ним. Птицы предпочитают местности, где кусты достигают высоты от 1 до 7 м. Культурные ландшафты также используются, если они расположены в достаточной близости к воде.
Калифорнийский хохлатый перепел — это, преимущественно, оседлая птица. Маленькие группы, численностью обычно от 10 до 40 птиц, населяют места зимовок площадью от 9,6 до 33,6 га. Птицы держатся преимущественно на земле, спят, тем не менее, на деревьях.

## Питание
Калифорнийский хохлатый перепел питается преимущественно семенами травянистых растений, а также в незначительной мере семенами и плодами древесных растений. Взрослые птицы питаются также в незначительной мере мелкими членистоногими.

## Размножение
Скрытые гнёзда устраивают на земле в небольшой ямке, набивая её листьями и стебельками. Период гнездования относительно поздний и приходится в период с июня по сентябрь. Предполагают, что птицы гнездятся так поздно, так как из-за дождей поздним летом и ранней осенью увеличивается ассортимент питания. Самка кладёт от 10 до 17 яиц. Высиживание длится от 22 до 23 дней. Молодые птицы очень быстро подрастают и достигают размеров взрослой птицы в возрасте от 77 до 105 дней.

## Значение для человека
На юго-западе Соединённых Штатов Америки птица является важной боровой дичью. С 1960-х годов популяция сократилась, вследствие, прежде всего, изменения жизненного пространства. В области распространения в Мексике вид всё ещё встречается относительно часто, получая выгоду от преобразования лесов в пастбища.
Калифорнийский хохлатый перепел является национальной птицей Калифорнии.
Птицы очень популярны в качестве декоративных. Они очень хорошо уживаются в вольерах вместе с другими видами птиц. Однако не рекомендуется содержать их вместе с другими курообразными.

## Классификация
Различают пять подвидов калифорнийского хохлатого перепела:
- Callipepla californica achrustera (J. L. Peters, 1923)
- Callipepla californica brunnescens (Ridgway, 1884)
- Callipepla californica californica (Shaw, 1798)
- Callipepla californica canfieldae (van Rossem, 1939)
- Callipepla californica catalinensis (Grinnell, 1906)

## Генетика
Молекулярная генетика
- Депонированные нуклеотидные последовательности в базе данных EntrezNucleotide, GenBank, NCBI, США: 151 Архивная копия от 29 мая 2016 на Wayback Machine (по состоянию на 29 июля 2015).
- Депонированные последовательности белков в базе данных EntrezProtein, GenBank, NCBI, США: 79 (по состоянию на 29 июля 2015).